# ペルシャ式庭園
ペルシャ式庭園は、西はスペイン・アンダルシアから、東はインドまで影響を与えた庭園の様式のことである。アルハンブラ宮殿の庭園は、ペルシャ式庭園の哲学とムーア人様式が融合したものであり、インドのタージ・マハルは、ムガル帝国時代に建設された最大規模のペルシャ式庭園である。
2011年、イラン国内の9つの庭園がUNESCOの世界遺産にシリアル・ノミネーションの形で一括して、「ペルシャ式庭園」として登録された。イラン国内の9つの庭園で構成される「ペルシャ式庭園」以前にも、インドの「フマーユーン廟」と「タージ・マハル」、パキスタンの「シャーラマール庭園」が世界遺産に登録されている。

## 起源とコンセプト
ペルシャ式庭園の起源は、ハカーマニシュ朝時代にさかのぼることが可能である。ハカーマニシュ朝時代には、既に、楽園を意味する「paradise」という考えが、ペルシャ文学を通して、他文化に影響を与えていた。ヘレニズム時代のセレウコス朝の庭園やプトレマイオス朝のアレクサンドリアの庭園にその証拠がある。ゾロアスター教の経典である『アヴェスター』に出てくる単語の「pairidaēza-」（古代ペルシャ語：*paridaida-、中世ペルシャ語：*paridaiza- ）は、壁を持つ庭園を意味し、古代ギリシア語に伝わり、「παράδεισος」（ラテン文字転写：parádeisos）となった。
古代ギリシア語の「παράδεισος」は後に、ラテン語の「paradīsus」という言葉となり、ヨーロッパ各言語に借用されることとなった。英語の「paradise」、フランス語の「paradis」、ドイツ語の「Paradies」がその代表例である。また、「paradise」という言葉は、セム語系の言語でも借用されることとなった。例えば、アカディア語の「paradesu」、ヘブライ語の「pardes」、アラビア語の「firdaws」である。
言葉の原義が指し示すとおり、ペルシャ式庭園は、壁で囲まれた空間である。その目的は、過去も現在も、人々に休息の場所を与えることである。

## 歴史
ペルシャにおける庭園の歴史は、紀元前4000年代にさかのぼることができる。現在、確認できる最古の庭園は、紀元前500年代に建設されたパサルガダエ庭園である。
現在のイスラーム世界における最古の宮殿庭園がシリアのルサーファにある庭園であり、建築はウマイヤ朝時代にさかのぼる。その次に遺跡が現存する2番目に古いのはイラクの十字型庭園サーマッラーで、アッバース朝時代の9世紀半ばに建設された。
サーサーン朝の時代は、ゾロアスター教の最盛期であり、芸術における「水」の役割の重要性が増していった時代であった。この傾向は、それ以後のペルシャ式庭園を建設するにあたり、必要不可欠なものとなり、噴水や池が庭園内に建設されるようになった。
モンゴルによるペルシャ征服は、庭園や建築において大きな影響を与えた。庭園内には、ボタン科やキク属の植物が植えられるようになったのもこのころである。ペルシャ式庭園の建築様式は、帝国内に伝播したが、特に、インドで顕著であった。
インドにペルシャ式庭園をもたらしたその代表格がムガル帝国初代皇帝バーブルである。今日では、手入れの行き届いていないアーグラの庭園であるアラム庭園が建設されたのは、建国間もない1528年のことである。このアラム庭園がインドにおけるペルシャ式庭園の最初である。インドにおけるペルシャ式庭園の建設はバーブル以降も続き、第2代皇帝フマーユーンの墓廟であるフマーユーン廟、第5代皇帝シャー・ジャハーンが王妃ムムターズ・マハルのために建設したタージ・マハルに結実した。
一方、ムガル帝国のライバルとして、イランの地に君臨したサファヴィー朝治世下においても、建設が継続された。当時の国際情勢の影響もあり、ペルシャ式庭園には、フランスやロシア、イギリスの庭園の影響が見受けられる。

### 四分庭園

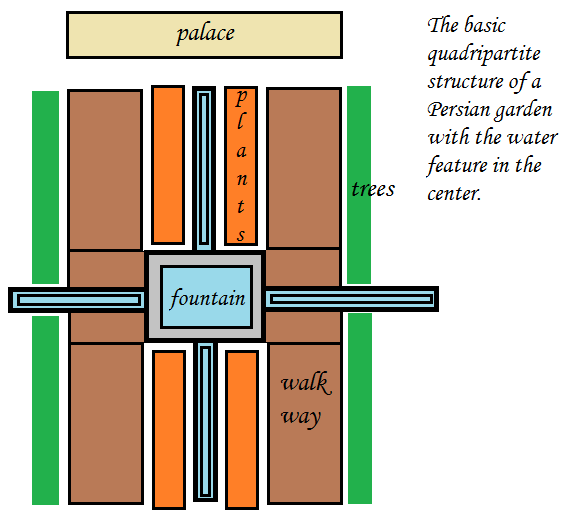
いわゆる四分割の庭園の模式図。模式図では、図の上部に宮殿が水色の部分は、水路や噴水を指し示す。

イスラームによるペルシャ征服以降、審美的なものが重要視されるようになった。その代表例が、庭園を四分割する様式である「チャハルバーグ（四分庭園）」（CharbaghまたはChahar Bagh, ペルシア語: چھار باغ chahār bāgh、ヒンディー語: चारबाग़ chārbāgh、ウルドゥー語: چار باغ chār bāgh、「4つの庭園」を意味する) である。
四分庭園は、当時の人々が考えていた「エデンの楽園」を模倣したものである。その考えとはゾロアスター教の天空・水・大地・植物の4つの元素を表し、4つの川と4つに分割された円が世界を意味するというものであった。このデザインによって建設された水路の一方は他方の水路よりも長く建設されることもあった。
考古学的に四分庭園と実証された遺跡は、アンダルシアのザフラー宮殿である。この遺跡は、後ウマイヤ朝時代の936年以降に建設された庭園である。

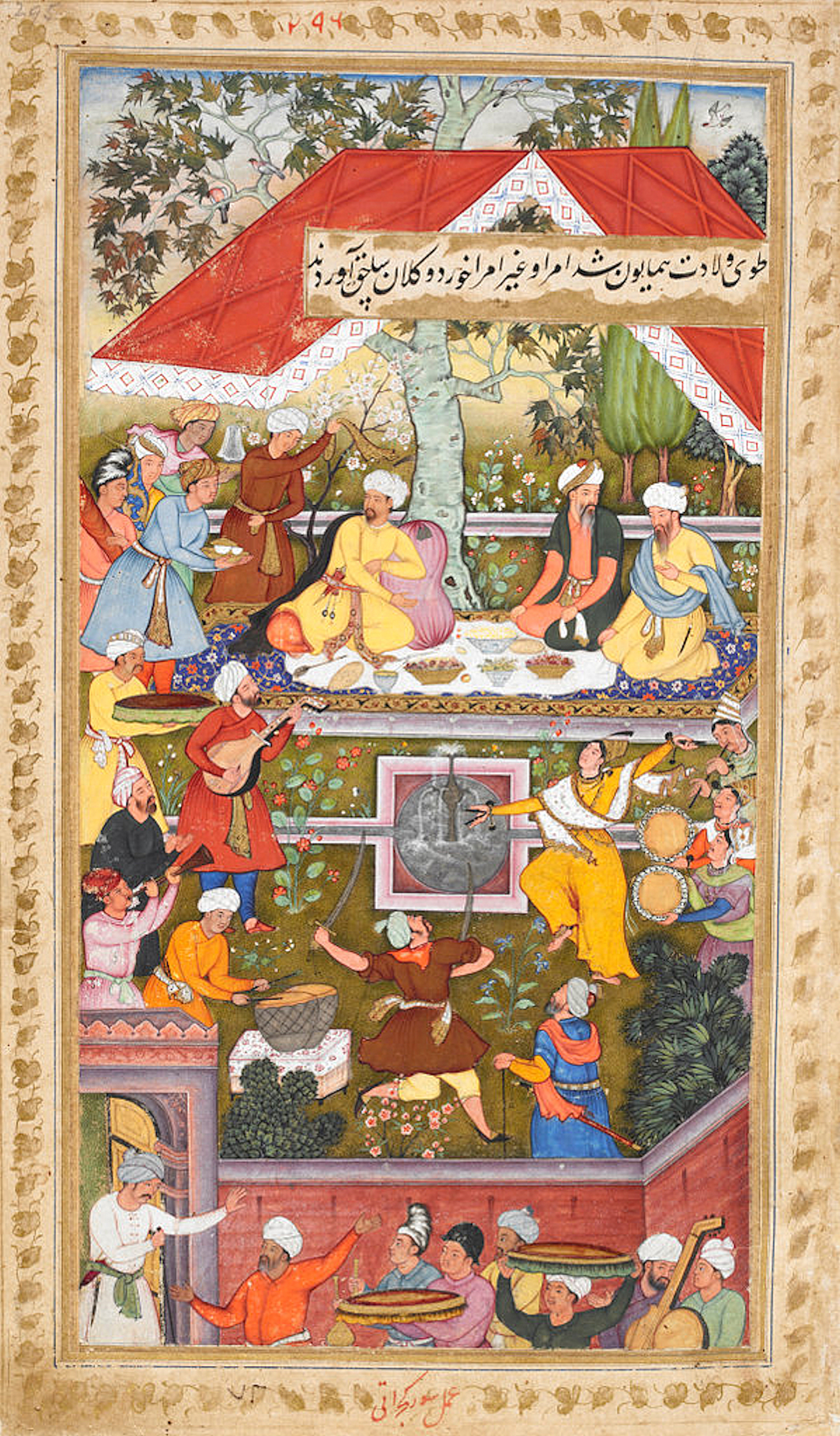
バーブルがカーブルの四分庭園でフマユーンの誕生を祝う。

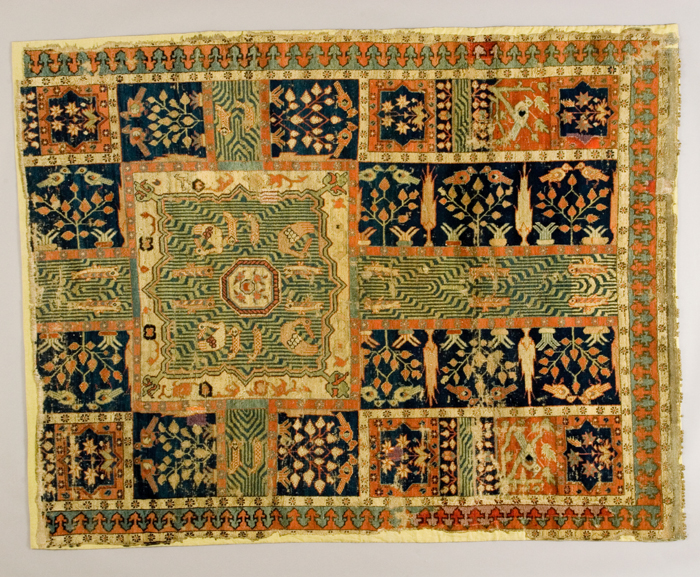
ペルシャの "ガーデンカーペット"に描かれた非対称な四分庭園、17世紀

ペルシャ庭園およびインド流ペルシャの四辺形の庭園配置で、コーランに記載されている楽園の4つの庭園を基にしている。四辺形の庭園は、歩道や流れる水によって4つの小さな部分に分けられている。西アジアや南アジア、イランやインドなどの国々に見られるとある。
概念は、第55章（スーラ）『慈悲あまねく御方』で言及されている楽園の4つの庭園として解釈されている。
だが主の（審判の座の）前に立つことを畏れてきた者のためには、2つの楽園があろう。（46節）

この2つの（楽園の）外に（更に）2つの楽園がある。（62節）
特徴の1つとして、庭園の中心で交差する軸となる小道でレイアウトされた4つの部分からなる庭園である。この高度に構造化された幾何学的なプランはchahar baghと呼ばれ、景観の組織化と家畜化のためには有力な手法であり、またそれ自体が政治的領土の象徴となった。
概念はクルアーンだけでなく創世記（2：8-10）でも言及されており、世界が4つに分かれるという考え方である。
有名な四分庭園

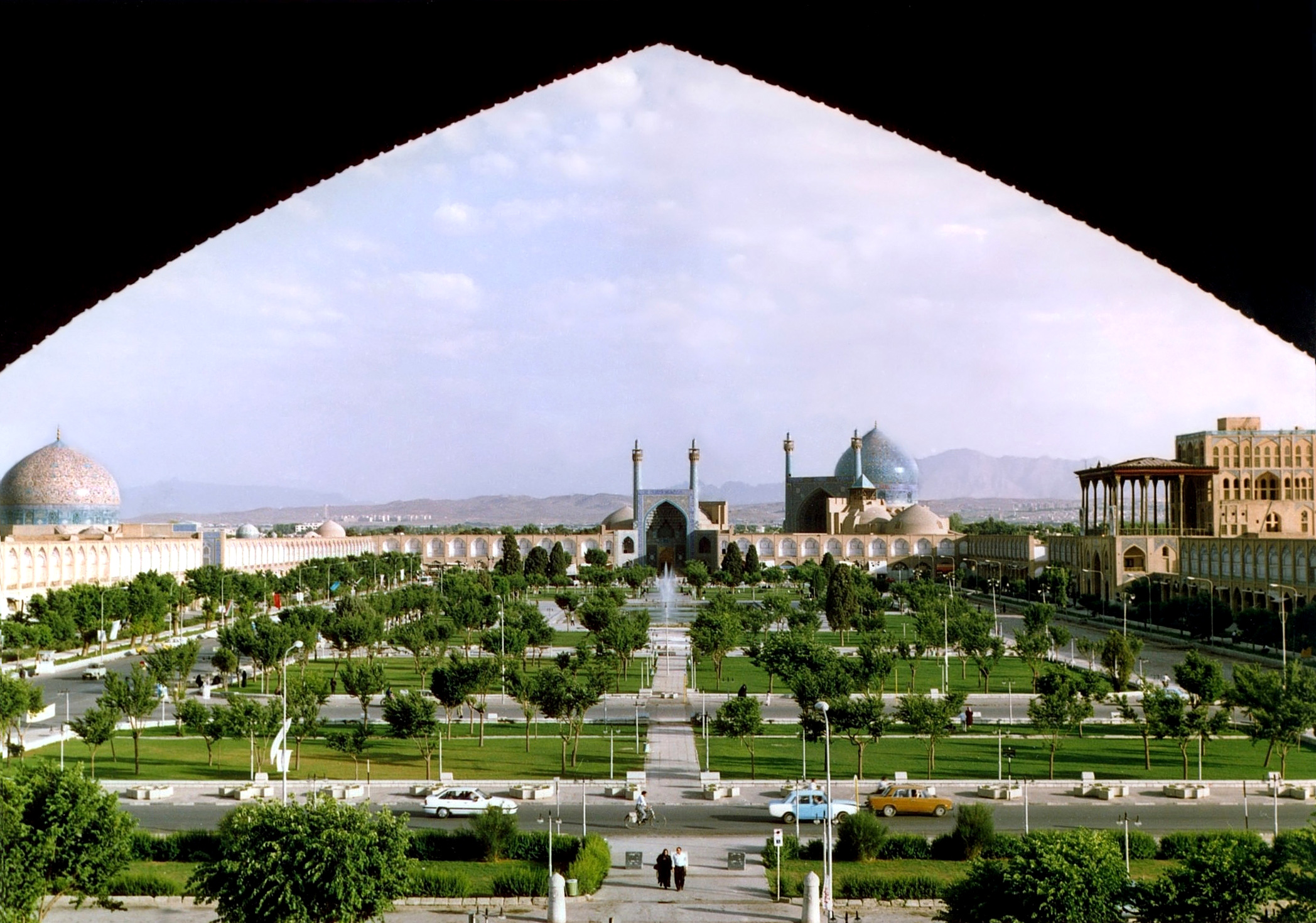
ナグシェ・ジャハーン広場は、1598年から1629年にかけて建設されたイスファハンの四分王宮広場（マイダーン）である

1596年にペルシャのシャー・アッバース大帝が建設したイランのイスファハンにあるチャールバフ・エ・アッバース（またはチャールバフ通り）や、インドのタージ・マハルの庭などがこの様式の最も有名な事例である。タージマハルのは、4つの部分にそれぞれ16の花壇がある。
インドでは、皇帝の廟における四分庭園のコンセプトが、デリーのフマユーンの墓に記念碑的な規模で見られる。
フマーユーンの父は中央アジアの征服者バーブルで、インド亜大陸でムガル王朝の基礎を築くことに成功し、ムガル帝国の初代皇帝となった。
カーブルにあるバーブルの墓 (Bagh-e Babur) でも見られるが、もともとは中央アジアからムガル帝国がインドにもたらした楽園の姿、伝統なのであった。
この伝統はムガル庭園のデザインを生み、タージ・マハルにその高い形を示す - 中央アジアの征服者バーブルの玄孫であるムガル帝国皇帝は、インドのアーグラに彼のお気に入りのインドの妻ムムタズマヘルへの墓として建設した - 。しかし、考古学的な発掘調査により、もう一つの庭園メフタブ・バーグの反対側に、歴史的には墓庭の伝統に従って陵墓が中央にあったことが明らかになっている。 
現代的な四分庭園
ロンドンのサウスケンジントンにあるイスマーイリ・センター (Ismaili Centre) の屋上に四分庭園がある。屋上の庭園についてはBBCにラジオ報道された。

## 世界遺産
イラン国内のペルシャ式庭園のうち、以下の9つの庭園が、「ペルシャ式庭園」という形で、2011年、国際連合教育科学文化機関の世界遺産に登録された。
| シリアルナンバー | 構成物件                         | 所在地                           | 登録面積  | 画像 |
| ---------------- | -------------------------------- | -------------------------------- | --------- | ---- |
| 1372-001         | パサルガダエ庭園                 | パサルガダエ（パーサールガード） | 249.65 ha |      |
| 1372-002         | エラム庭園                       | シーラーズ                       | 12.70 ha  |      |
| 1372-003         | チェヘル・ソトゥーン庭園         | エスファハーン                   | 5.80 ha   |      |
| 1372-004         | フィン庭園                       | カーシャーン                     | 7.60 ha   |      |
| 1372-005         | アッバース・アーバード庭園       | ベフシャフル                     | 420.20 ha |      |
| 1372-006         | シャーザーデ庭園（シャズデ庭園） | マーハーン                       | 5.5 ha    |      |
| 1372-007         | ドーラト・アーバード庭園         | ヤズド州                         | 8.0 ha    |      |
| 1372-008         | パフラヴァンプール庭園           | メフリーズ                       | 3.50 ha   |      |
| 1372-009         | アクバリーエ庭園                 | ビールジャンド                   | 5.5 ha    |      |

世界遺産の暫定遺産リストに登録されたのが、2007年のことである。世界遺産に登録されるにあたり、「ペルシャ式庭園」は、世界各地の庭園との比較検討が実施された。比較検討の対象となったのは、インドの「タージ・マハル」、パキスタンの「ラホール城とシャーラマール庭園」、スペインの「グラナダのアルハンブラ、ヘネラリーフェ、アルバイシン」、中華人民共和国の「蘇州古典園林」、日本の「古都奈良の文化財」、イタリアの「カゼルタの18世紀の王宮と公園、ヴァンヴィテッリの水道橋とサン・レウチョの邸宅群」、フランスの「ヴェルサイユの宮殿と庭園」、イギリスの「ブレナム宮殿」と多岐に渡る。
そのうえで、9つの庭園が、ペルシャ式庭園の発展の流れが最もよく分かる構成要素を持っているものと結論した。その上で、既に世界遺産に登録されているスペインの「アランフエスの文化的景観」、オーストリアの「ヴュルツブルクのレジデンツ」、イタリアの「サヴォイア王家の王宮群」のみならず、暫定遺産リストに登録されているアフガニスタンの「バーブルの庭園群」やペルシャ式庭園と同じタイミングで世界遺産に登録された「平泉－仏国土（浄土）を表す建築・庭園及び考古学的遺跡群―」や中華人民共和国の「杭州西湖の文化的景観」とも比較検討された。
この世界遺産は世界遺産登録基準のうち、以下の条件を満たし、登録された（以下の基準は世界遺産センター公表の登録基準からの翻訳、引用である）。
- (1) 人類の創造的才能を表現する傑作。
- (2) ある期間を通じてまたはある文化圏において、建築、技術、記念碑的芸術、都市計画、景観デザインの発展に関し、人類の価値の重要な交流を示すもの。
- (3) 現存するまたは消滅した文化的伝統または文明の、唯一のまたは少なくとも稀な証拠。
- (4) 人類の歴史上重要な時代を例証する建築様式、建築物群、技術の集積または景観の優れた例。
- (6) 顕著で普遍的な意義を有する出来事、現存する伝統、思想、信仰または芸術的、文学的作品と直接にまたは明白に関連するもの（この基準は他の基準と組み合わせて用いるのが望ましいと世界遺産委員会は考えている）。

## 世界遺産の構成資産

### パサルガダエ庭園
パサルガダエ庭園 (Bagh-e Pasargad) は、現在のファールス州・パサルガダエに位置する。
既に、2004年に世界遺産として登録されている「パサルガダエ」とは別個に庭園部分が世界遺産として登録された。世界遺産「ペルシャ式庭園」において、最古の庭園であり、造営は、紀元前6世紀のハカーマニシュ朝時代とされる。庭園は、ゾロアスター教の4つの元素である「水」「土」「空」「火」によって分けられており、後のペルシャ式庭園の基本となるチャハルバーグによって、構成されている。ペルシャ式庭園に欠くことのできない水は、35キロメートル北東のポルヴァー川から引き入れていたことが考古学的調査で分かっている。
考古学的調査に基づくと、パサルガダエの庭園は、王宮の玉座の間に面して長方形の庭園が設けられていた。

### エラム庭園
エラム庭園 (Bagh-e Eram) は、ファールス州の州都であるシーラーズにある。造営の開始は、セルジューク朝時代（1037年-1193年）とされる。イランを代表する詩人であるハーフィズがエラム庭園について、自らの詩の中で述べるなど、文学史でも重要である。
ザンド朝時代（1749年-1793年）には、エラム庭園は地域の豪族の住居として利用されるようになったが、ザンド朝を次いだガージャール朝第4代シャーのナーセロッディーン・シャー（在位：1848年-1896年）がエラム庭園を買収した。

### チェヘル・ソトゥーン庭園

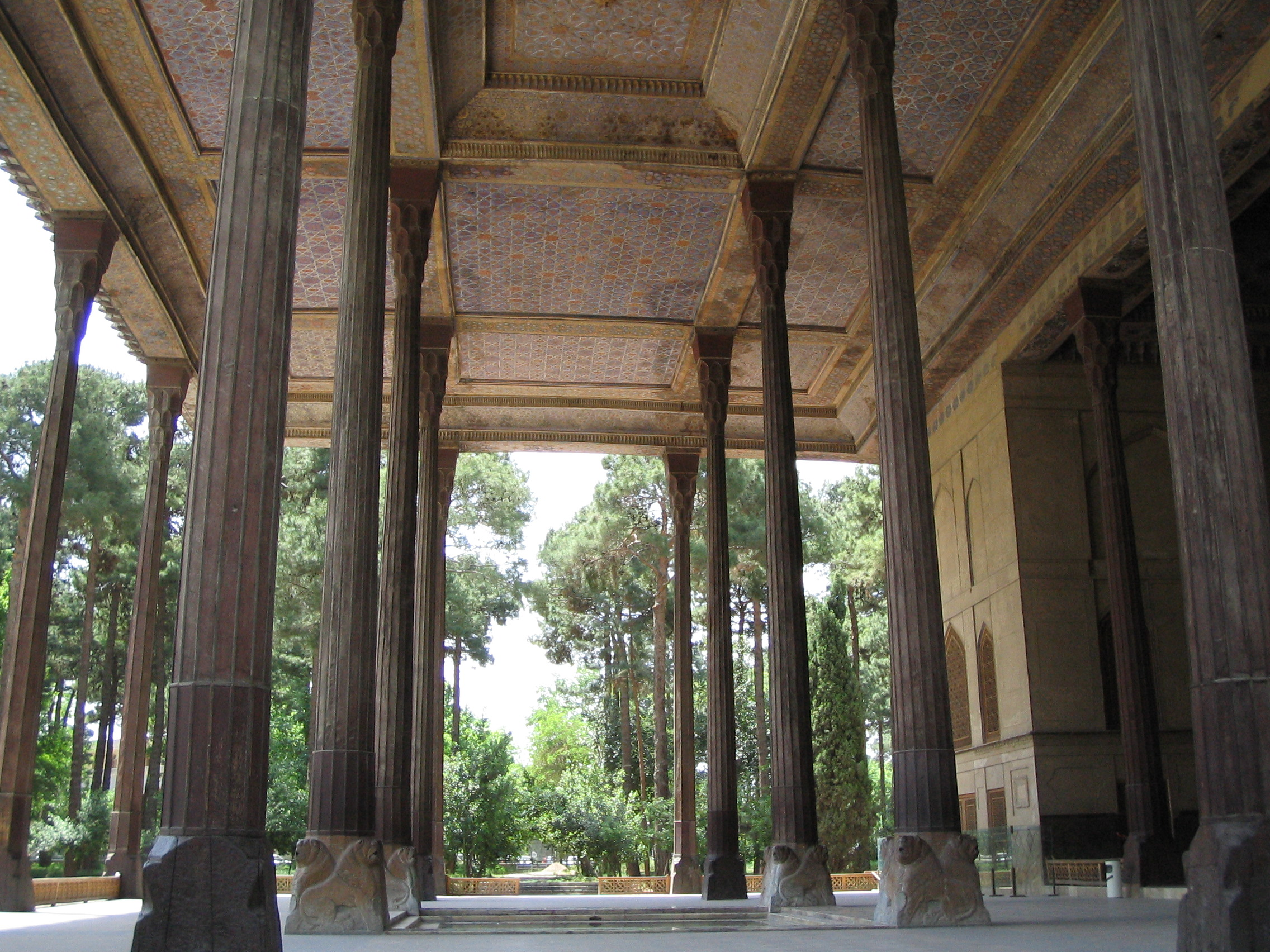
チェヘル・ソトゥーン庭園

チェヘル・ソトゥーン庭園 (Bagh-e Chehel Sotun) は、古都エスファハーンにある庭園である。チェヘル・ソトゥーン (Chehel Sotun) とは、「四十本の柱」を意味する。
造営は、サファヴィー朝のアッバース2世（在位：1642年-1666年）による。完成は、1674年のことである

### フィン庭園
フィン庭園 (Bagh-e Fin) は、カーシャーンにある庭園である。
サファヴィー朝の時代からガージャール朝の時代にかけて、建設された。1743年に、カーシャーンを襲った大地震の影響で、かなりの破壊を経験した。現在の姿が残るのは、ガージャール朝第2代シャーであるファトフ・アリー・シャー（在位：1797年-1834年）による増築が大きい。1852年、ガージャール朝の近代化を推進していた大宰相であるアミール・キャビールが暗殺された場所としても知られている。

### アッバース・アーバード庭園
アッバース・アーバード庭園 (Bagh-e Abbas Abad) は、マーザンダラーン州のベフシャフルにある。サファヴィー朝時代に建設された庭園である。カスピ海やベフシャフル平原を一望することができる庭園である。
ダム湖で貯えられた水は、運河やあるいは陶磁器で作られたパイプを利用して、アッバース・アーバード庭園で提供されている。
16世紀末から17世紀初頭にかけてアフガン族との抗争が展開されたことから、庭園の多くが破壊された。

### シャーザーデ庭園

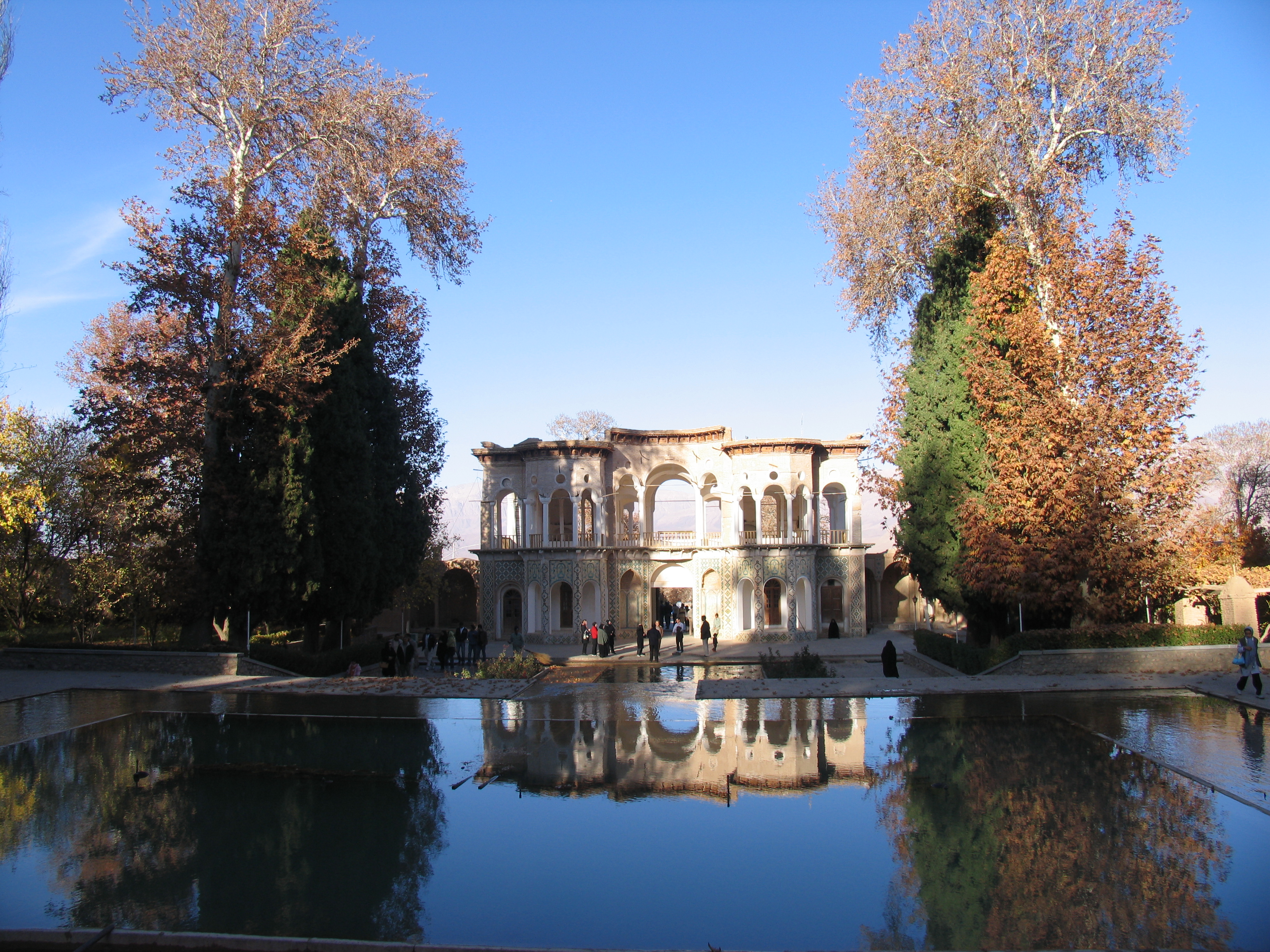
シャーザーデ庭園

ケルマーン州・マーハーンに建設されたシャーザーデ庭園 (Bagh-e Shahzadeh) の造営は、18世紀から19世紀にかけてのガージャール朝時代である。

### ドーラト・アーバード庭園
ヤズド州・ヤズドに建設されたドーラト・アーバード庭園 (Bagh-e Dolat Abad) は、ザンド朝時代の1750年代に造営された。ザンド朝時代に完成したドーラト・アーバード庭園は、ガージャール朝時代に一部の補修がされたものの、本格的な改修は、1930年代になってからである。

### パフラヴァンプール庭園
メフリーズの南東に建設されたパフラヴァンプール庭園 (Bagh-e Pahlavanpur) もまた、ガージャール朝時代に造営された。パフラヴァンプール庭園は、この地域は、水が肥沃だった地域であり、この水は、カナートと呼ばれる地下水路からもたらされている。

### アクバリーエ庭園
ビールジャンドの中心から南5キロメートルの所に建設されたアクバリーエ庭園 (Bagh-e Akbarieh) は、ザンド朝及びガージャール朝の時代に造営された。ホラーサーン地方を代表するペルシャ式庭園であり、この庭園に供給される水も、カナートに由来する。頻繁に水不足になる土地柄もあり、カナートの水は、必要なときに使えるように、ため池に貯蔵された。